# Kim Ekdahl Du Rietz
Kim Ekdahl Du Rietz (ur. 23 lipca 1989 w Lund) – szwedzki piłkarz ręczny, wielokrotny reprezentant kraju. Gra na pozycji rozgrywającego. Wraz z reprezentacją zdobył na Mistrzostwach Świata w 2011 w Szwecji czwarte miejsce przegrywając w meczu o 3 miejsce z Hiszpanią. W maju 2020 roku zawiesił sportową karierę.